# Prinzessin Fantaghirò
Prinzessin Fantaghirò ist eine Märchenfilm-Reihe, die ab 1991 in einer italienischen Produktion entstand. Die Geschichte basiert auf Italo Calvinos Erzählung „Fantaghirò Persona Bella“, der Nacherzählung eines toskanischen Volksmärchens aus dem 9. Jahrhundert.
Die Reihe wurde u. a. in Tschechien und der Slowakei (Teil 1) gefilmt, in über 50 Ländern ausgestrahlt und neben Italienisch und Deutsch in zahlreichen weiteren Sprachen ausgestrahlt. Zu den beteiligten Produktionsfirmen zählte die damalige Kirch Media, was das Mitwirken einiger deutschsprachiger Schauspieler (Michaela May, Horst Buchholz und Mario Adorf) erklärt, die sich in der deutschen Fassung auch selbst synchronisierten. Die Erstausstrahlung erfolgte in Deutschland Weihnachten 1993 beim damaligen Kirch-Sender SAT.1 und danach jährlich im Weihnachtsprogramm. Bei heutigen TV-Ausstrahlungen wird auf das italienische Masterband zurückgegriffen, in dem der Hinweis auf die Beteiligung von SAT.1 in Vor- und Abspann fehlt.

## Handlung
Es gehören jeweils zwei aufeinanderfolgende Teile thematisch zusammen.

### Teil 1 (1991)
Zwei Königreiche liegen bereits seit uralten Zeiten miteinander im Krieg.
Der König des einen Reiches sehnt sich, nachdem er bereits zwei Töchter hat, endlich nach einem Erben. Voller Zuversicht kehrt er aus dem Krieg heim, um der Geburt seines vermeintlichen Sohnes beizuwohnen, doch er wird abermals enttäuscht: Es ist erneut eine Tochter. Sie wird auf den Namen Fantaghirò getauft. Sie beschert ihrem Vater einiges an Kopfzerbrechen, da sie sich einfach nicht in das Leben einer Frau fügen will. Schließlich wird sie von ihrem Vater sogar des Schlosses verwiesen.
In der Wildnis trifft Fantaghirò auf den Weißen Ritter, der ihr das Kämpfen und Verständnis für die Natur beibringt. Als Fantaghirò ins Schloss zurückkehrt, widerspricht sie erneut ihrem Vater, der sie daraufhin in die Küche zum Arbeiten schickt. Eine Gans, der sie eigentlich den Kopf abschlagen sollte, verhilft ihr zur Flucht und schickt sie daraufhin ins Schlafzimmer ihres Vaters, wo Fantaghirò unter dem Bett warten und lauschen soll.
Der König ist unterdessen in einem Zwiespalt. Der feindliche König ist verstorben, und sein Sohn Romualdo hat dem König ein Angebot gemacht: Ein Zweikampf soll den Krieg endlich beenden. Der König ist sich nun nicht sicher, ob er dies annehmen soll. Seine Wahrsager raten ihm davon ab, doch der König wendet sich noch an ein weiteres Orakel: Die Weiße Hexe. Sie hat ihm bereits früher die Wahrheit gesagt, obwohl er diese damals nicht hören wollte. Die Hexe erscheint ihm schließlich im Schlaf und prophezeit ihm, dass nur seine Nachkommen dazu bestimmt seien, zu siegen. So sendet er, auf deren eigenen Wunsch hin, seine drei Töchter, die sich als Krieger ausgeben, zum Duell.

### Teil 2 (1991)
Fantaghiròs Schwestern kehren bereits nach kurzer Zeit zurück, und nur Fantaghirò bleibt übrig. Romualdo wird in dieser Zeit von Liebeskummer geplagt. Er hat im Wald in die Augen Fantaghiròs geblickt, die ihm allerdings von der Weißen Hexe als Nymphe vorgestellt wurde. Ihm wurde gesagt, er solle fortgehen und diese Augen in einem Menschen finden, dann fände er die Liebe. Nun sucht er überall nach einem Mädchen mit diesen Augen. Als er Fantaghirò, die sich als Graf von Walddorf ausgibt, erneut begegnet, stellt er fest, dass der vermeintliche Graf die Augen hat, die Romualdo so verzweifelt sucht.
Romualdo will wissen, ob der Graf ein Mann oder eine Frau ist. So unterbreitet er Fantaghirò zwei Einladungen. Zuerst lädt er sie zur Jagd in der Rabenschlucht ein. Dort, in einer Grotte, haust das heilige Tier. Dieses tötet die Männer und verschlingt die Frauen. Romualdo ist überzeugt, dass eine Frau zu viel Angst hätte, hineinzugehen. Fantaghirò allerdings fürchtet sich nicht und bezwingt das Tier. Romualdo ist nun noch verwirrter als vorher. Als Nächstes sendet er Fantaghirò eine Einladung zu einem Schwimmwettbewerb. Fantaghirò nimmt abermals an. Dort angekommen, zögert sie es immer weiter hinaus, sich zu entkleiden, bis die beiden sich schließlich duellieren. Fantaghirò besiegt Romualdo zwar, kann ihn jedoch nicht töten, weshalb ihr Vater sie einsperren lässt. Romualdo reist nach dieser Schmach ins Schloss, um sein Leben und das seines Volkes dem König in die Hand zu legen. Dieser schont Romualdos Leben und bietet ihm stattdessen an, dass er eine seiner Töchter zur Frau nehmen könne. Letztendlich trifft Romualdo erneut Fantaghirò, und beide küssen einander innig.

### Teil 3 (1992)
Nachdem die schwarze Hexe den Vater Fantaghiròs, den König, hat entführen lassen, eilen dessen Truppen unter Führung König Romualdos zum Schloss der schwarzen Hexe, um diesen zu befreien. Währenddessen beschließt Fantaghirò, trotz deren Versprechen keine Waffen mehr zu benutzen, den Truppen zu folgen und sie im Kampf gegen das Böse zu unterstützen. Bis sie diese aber erreichen wird, muss Fantaghirò einige Gefahren überwinden. Auch für die Truppen des Königs wird diese Reise nicht einfach, da sie sowohl auf ihrem Weg dorthin, als auch auf dem schwarzen Schloss mit vielen Überraschungen zu kämpfen haben werden. Nach tagelangen Märschen müssen sich die Krieger der Prüfung der Herrin des Waldes unterziehen, in der König Romualdo als Sieger hervorgehen wird. Als die tapferen Krieger endlich das Schloss der schwarzen Hexe sichten, begeben sich Romualdo und seine beiden Gefährten, Ivaldo und Cataldo, dorthin, um mit dem schwarzen König über die Freilassung des Vaters Fantaghiròs zu verhandeln. Nach einem kurzen Kampf beider Seiten, werden die drei Gefährten zu ihrem Lager zurückgeschickt, um bei Morgendämmerung dem Tod ins Auge zu sehen. Noch in derselben Nacht wird Romualdo Opfer des Zaubers der schwarzen Hexe, die in Gestalt Fantaghiròs Romualdo dazu bringt, sie zu küssen und damit die wahre Fantaghirò aus dessen Erinnerung erlöschen lässt.

### Teil 4 (1992)
Im Land der schwarzen Königin (angrenzend an das Land der Elfen) gelingt es der schwarzen Königin, Romualdo zu verzaubern. Prinzessin Fantaghirò ist nun ganz auf sich gestellt, bekommt aber Unterstützung von der weißen Hexe, die sich zur Tarnung in eine Gans verwandelt hat. Es kommt zu einem erbitterten Kampf auf Leben und Tod zwischen der Macht des Guten, Fantaghirò und der weißen Hexe, und der Inkarnation des Bösen, der schwarzen Königin. Doch die schwarze Königin erweist sich als nahezu unverwundbar.

### Teil 5 (1993)
Weil der böse Zauberer Tarabas und dessen Mutter um Tarabas’ Macht fürchten, lässt er alle Königskinder zu sich ins Schattenreich verschleppen. Auch die Burg von Romualdo und Fantaghirò ist in Gefahr. Dort verstecken sich Fantaghiròs Schwestern mit ihren Säuglingen. Doch Fantaghirò entdeckt, dass Tarabas’ Krieger versteinern, wenn sie mit Wasser in Berührung kommen. Also lockt Romualdo sie zum Fluss. Doch dann wird er selbst ins Wasser gestoßen und versteinert vor Fantaghiròs Augen.

### Teil 6 (1993)
Mit der schwarzen Hexe und ihren Gehilfen, Blitz und Donner, macht sich Fantaghirò auf den Weg in das versteckte Reich des Zauberers Tarabas. Er soll ihr den magischen Kuss schenken, mit dem sie ihren versteinerten Romualdo zurück ins Leben holen kann. Doch eine alte Prophezeiung sagt, dass sich Tarabas durch diesen Kuss in einen Werwolf verwandeln wird, der Fantaghirò auf der Stelle verschlingt. Die Prinzessin allerdings ist bereit, ihr Leben für den Geliebten hinzugeben.

### Teil 7 (1994)
Das Land wird von einer Hungersnot geplagt. Das hungernde Volk gibt den drei Teufeln namens Hungersnot, Schmerz und Krankheit die Schuld an ihrem Leid. Der junge Prinz Parsel fordert sie zum Kampf heraus. Doch die Teufel lachen nur, hängen ihn an seinem Gewand an einem Baum auf und reiten spottend davon. Als Fantaghirò ihn so findet und erfährt, was geschehen ist, will sie mit Parsel in den Kampf gegen die drei Dämonen ziehen. Doch als sie den Verursacher der Nöte finden, wird Fantaghirò tödlich verletzt.

### Teil 8 (1994)
Der hässliche Diener Darkens, Fidor, ächtet seinen Herrn, weil er Fantaghirò getötet hat. Zur Strafe muss er in einen Spiegel schauen, in dem er sein früheres Ich erkennt – er ist Romualdo. Darken will Fantaghirò wieder zum Leben erwecken, sobald Tarabas seinen Widerstand gegen das Böse aufgibt. Als dieser zum Schein darauf eingeht, beginnt Fantaghirò tatsächlich wieder zu atmen. Allerdings bleibt sie weiterhin mit Fidor, dessen wahre Identität sie nicht kennt, gefangen.

### Teil 9 (1996)
Fantaghirò reitet mit ihrem Pferd Goldmähne Richtung Heimat, um in ihrem Reich endlich als rechtmäßige Königin zu regieren, als das Schicksal es wieder einmal anders mit ihr meint: Aus Angst, aus dem Großen Buch des Bösen gestrichen zu werden, wenn sie nicht bald eine abscheuliche Tat vollbringt, lässt die Schwarze Hexe Fantaghirò entführen. Allerdings wird die Prinzessin schon bald von der schrulligen Hexe Asteria befreit, da die ihre Hilfe im Reich des Anderswo benötigt.

### Teil 10 (1996)
Der Namenlose überzieht das Reich des Anderswo mit seinem Schrecken. Die Kinder sollen ihm als Nahrung dienen; wer zu mager ist, wird gemästet. Asteria versucht, ihre alte Liebe, den Feldherrn Gurdalak, aus dem Dämmerzustand zu befreien, in den ihn ein Bann versetzt hat. Tatsächlich kann sie ihn von dem Zauber befreien. Doch zu ihrem Entsetzen verbündet er sich mit dem Namenlosen. Auch Aries hat Sorgen: Krieger des Namenlosen haben ihn gefangen genommen und wollen ihn hängen.

## Besetzung und Synchronisation
| Rolle           | Schauspieler                                              | Deutscher Sprecher                      | Auftritt in Teil |
| --------------- | --------------------------------------------------------- | --------------------------------------- | ---------------- |
| Fantaghirò      | Alessandra Martines                                       | Melanie Manstein                        | 1–10             |
| Romualdo        | Kim Rossi Stuart                                          | Axel Malzacher                          | 1–8              |
| Schwarze Hexe   | Brigitte Nielsen                                          | Eva Gelb                                | 3–10             |
| Caterina        | Ornella Marcucci Barbora Kodetová (ab Teil 3)             | Uta Zaradic Michaela Merten (ab Teil 5) | 1–5              |
| Carolina        | Kateřina Brožová                                          | Adela Florow                            | 1–5              |
| Ivaldo          | Tomás Valik                                               | Marcus Off                              | 1–4              |
| Cataldo         | Stefano Davanzati                                         | Crock Krumbiegel                        | 1–4              |
| Weiße Hexe      | Ángela Molina (in Teil 1&2) Katarina Kolajova (ab Teil 3) | Elisabeth Wicki-Endriss Bettina Kenter  | 1–4              |
| General         | Jean-Pierre Cassel                                        | Reinhard Glemnitz                       | 1, 2             |
| Donner          | Lenca Kubalkova                                           | Angela Wiederhut                        | 3–6              |
| Blitz           | Jakub Zdeněk                                              | n.n.                                    | 3–6              |
| Goldauge        | Karel Roden                                               | Hans-Georg Panczak                      | 3, 4             |
| Elfenkönigin    | Anna Geislerová                                           | Alexandra Ludwig                        | 3–5              |
| Xellesia        | Ursula Andress                                            | Renate Küster                           | 5–8              |
| Amme            | Stanislava Bartosová                                      | Dagmar Dempe                            | 1                |
| Angelika        | Agathe de La Fontaine                                     | Anke Korte                              | 7, 8             |
| Aries           | Luca Venantini                                            | Florian Halm                            | 9, 10            |
| Fidor           | Riccardo Serventi Longhi                                  | Axel Malzacher                          | 7, 8             |
| König           | Mario Adorf                                               | Mario Adorf                             | 1–4              |
| Königin         | Katerina Frybova                                          | Marion Hartmann                         | 1                |
| Masala          | Ludwig Briand                                             | Benedikt Gutjan                         | 9, 10            |
| Parsel          | Gaia Bulferi Bulfere                                      | Butz Combrinck                          | 7, 8             |
| Tarabas         | Nicholas Rogers                                           | Martin Halm                             | 5–8              |
| Tohor           | Marc de Jonge                                             | Randolf Kronberg                        | 7, 8             |
| Rufus           | Oreste Guidi                                              | Reinhard Brock                          | 7, 8             |
| Smeralda        | Elena D’Ippolito                                          | n.n.                                    | 5, 6             |
| Darken          | Horst Buchholz                                            | Horst Buchholz                          | 7, 8             |
| Der Namenlose   | Remo Girone                                               | Wolf Ackva                              | 9, 10            |
| Asteria         | Michaela May                                              | Michaela May                            | 9, 10            |
| Ezela           | Ariadna Caldas                                            | n.n.                                    | 9, 10            |
| Sarsut          | Joan Fort                                                 | Konrad Bösherz                          | 9, 10            |
| Gurdalak        | Casar Luis Gonzales                                       | Frank Engelhardt                        | 9, 10            |
| Masalas Mutter  | Amarilys Nunez Barrioso                                   | Bettina Kenter                          | 9, 10            |
| Zitronenfresser | Stanislav Tríska                                          |                                         | 3, 4             |
| Die Gouvernante |                                                           |                                         | 1                |

## Rezeption
„Mehrteilige Verfilmung eines toskanischen Volksmärchens, die besonderen Wert auf eine opulente Ausstattung legt.“

## Bücher, Videos und Musik
- Die Abenteuer von Prinzessin Fantaghirò sind in drei Büchern erschienen im VGS Verlag:

- Die Grotte der goldenen Rose ISBN 978-3-80252-363-2
- Die Mächte der Finsternis ISBN 978-3-80252-418-9
- Die Reise nach Anderswo ISBN 978-3-80252-531-5

- In zwei unterschiedlichen Varianten existieren je fünf VHS-Videokassetten mit jeweils zwei Teilen der Serie. Weiterhin existieren fünf DVDs, ebenfalls mit je zwei Teilen, einzeln und als Komplettbox. Seit 2016 ist die Serie in einer 5er-Box als BluRay erhältlich.
- Zur Serie sind zwei Soundtracks erschienen. Der erste enthält einen Großteil der Filmmusik aus der Fantasy-Reihe, während die zweite CD eine Zusammenstellung diverser Interpreten darstellt.
- 2011 erschien eine Kompilation der Musik der Reihe von Amedeo Minghi: "Il Fantastico Mondo di Fantaghiro'".[5]